# Machine Gun Kelly (Musiker)/Diskografie
Diese Diskografie ist eine Übersicht über die musikalischen Werke des US-amerikanischen Rappers und Sängers Machine Gun Kelly. Den Schallplattenauszeichnungen zufolge hat er bisher mehr als 43 Millionen Tonträger verkauft, davon alleine über 35 Millionen in seinem Heimatland. Seine erfolgreichste Veröffentlichung ist die Single Bad Things mit mehr als 5,9 Millionen verkauften Einheiten.

## Alben

### Studioalben
| Jahr | Titel Musiklabel                                   | Höchstplatzierung, Gesamtwochen, AuszeichnungChartplatzierungen (Jahr, Titel, Musiklabel, Platzierungen, Wochen, Auszeichnungen, Anmerkungen) | Höchstplatzierung, Gesamtwochen, AuszeichnungChartplatzierungen (Jahr, Titel, Musiklabel, Platzierungen, Wochen, Auszeichnungen, Anmerkungen) | Höchstplatzierung, Gesamtwochen, AuszeichnungChartplatzierungen (Jahr, Titel, Musiklabel, Platzierungen, Wochen, Auszeichnungen, Anmerkungen) | Höchstplatzierung, Gesamtwochen, AuszeichnungChartplatzierungen (Jahr, Titel, Musiklabel, Platzierungen, Wochen, Auszeichnungen, Anmerkungen) | Höchstplatzierung, Gesamtwochen, AuszeichnungChartplatzierungen (Jahr, Titel, Musiklabel, Platzierungen, Wochen, Auszeichnungen, Anmerkungen) | Höchstplatzierung, Gesamtwochen, AuszeichnungChartplatzierungen (Jahr, Titel, Musiklabel, Platzierungen, Wochen, Auszeichnungen, Anmerkungen) | Höchstplatzierung, Gesamtwochen, AuszeichnungChartplatzierungen (Jahr, Titel, Musiklabel, Platzierungen, Wochen, Auszeichnungen, Anmerkungen) | Anmerkungen                                                    |
| Jahr | Titel Musiklabel                                   | DE | AT | CH | UK | US | R&B | Rock | Anmerkungen                                                    |
| ---- | -------------------------------------------------- | --- | --- | --- | --- | --- | --- | --- | -------------------------------------------------------------- |
| 2012 | Lace Up Selbstverlag                               | — | — | — | — | US4 Gold · (12 Wo.)US | R&B2 (58 Wo.)R&B | — | Erstveröffentlichung: 9. Oktober 2012 Verkäufe: + 500.000      |
| 2015 | General Admission Bad Boy Entertainment (UMG)      | DE94 (1 Wo.)DE | — | CH72 (1 Wo.)CH | — | US4 Gold · (5 Wo.)US | R&B1 (20 Wo.)R&B | — | Erstveröffentlichung: 16. Oktober 2015 Verkäufe: + 500.000     |
| 2017 | Bloom Bad Boy Entertainment (UMG)                  | DE43 (1 Wo.)DE | AT36 (1 Wo.)AT | CH28 (1 Wo.)CH | UK37 (1 Wo.)UK | US8 Platin · (18 Wo.)US | R&B3 (7 Wo.)R&B | — | Erstveröffentlichung: 12. Mai 2017 Verkäufe: + 1.025.000       |
| 2019 | Hotel Diablo Bad Boy Entertainment (UMG)           | DE75 (1 Wo.)DE | AT37 (1 Wo.)AT | CH36 (2 Wo.)CH | UK43 Silber · (2 Wo.)UK | US5 Gold · (20 Wo.)US | R&B4 (6 Wo.)R&B | — | Erstveröffentlichung: 5. Juli 2019 Verkäufe: + 591.500         |
| 2020 | Tickets to My Downfall Bad Boy Entertainment (UMG) | DE11 (25 Wo.)DE | AT5 (54 Wo.)AT | CH24 (4 Wo.)CH | UK3 Gold · (46 Wo.)UK | US1 Platin · (101 Wo.)US | — | Rock1 (97 Wo.)Rock | Erstveröffentlichung: 25. September 2020 Verkäufe: + 1.334.000 |
| 2022 | Mainstream Sellout Bad Boy Entertainment (UMG)     | DE3 (16 Wo.)DE | AT3 (19 Wo.)AT | CH7 (6 Wo.)CH | UK2 Gold · (8 Wo.)UK | US1 Gold · (25 Wo.)US | — | Rock1 (23 Wo.)Rock | Erstveröffentlichung: 25. März 2022 Verkäufe: + 684.000        |
| 2025 | Lost Americana Interscope Records (UMG)            | DE2 (… Wo.)DE | AT3 (… Wo.)AT | CH6 (… Wo.)CH | UK2 (… Wo.)UK | US4 (… Wo.)US | — | Rock1 (… Wo.)Rock | Erstveröffentlichung: 8. August 2025                           |

### Mixtapes
- 2007: Stamp of Approval
- 2009: Homecoming
- 2010: 100 Words and Running
- 2010: Lace Up
- 2011: Rage Pack
- 2012: EST 4 Life
- 2013: Black Flag
- 2015: Fuck It

### EPs
| Jahr | Titel Musiklabel                                       | Höchstplatzierung, Gesamtwochen, AuszeichnungChartplatzierungen (Jahr, Titel, Musiklabel, Platzierungen, Wochen, Auszeichnungen, Anmerkungen) | Höchstplatzierung, Gesamtwochen, AuszeichnungChartplatzierungen (Jahr, Titel, Musiklabel, Platzierungen, Wochen, Auszeichnungen, Anmerkungen) | Höchstplatzierung, Gesamtwochen, AuszeichnungChartplatzierungen (Jahr, Titel, Musiklabel, Platzierungen, Wochen, Auszeichnungen, Anmerkungen) | Höchstplatzierung, Gesamtwochen, AuszeichnungChartplatzierungen (Jahr, Titel, Musiklabel, Platzierungen, Wochen, Auszeichnungen, Anmerkungen) | Höchstplatzierung, Gesamtwochen, AuszeichnungChartplatzierungen (Jahr, Titel, Musiklabel, Platzierungen, Wochen, Auszeichnungen, Anmerkungen) | Höchstplatzierung, Gesamtwochen, AuszeichnungChartplatzierungen (Jahr, Titel, Musiklabel, Platzierungen, Wochen, Auszeichnungen, Anmerkungen) | Höchstplatzierung, Gesamtwochen, AuszeichnungChartplatzierungen (Jahr, Titel, Musiklabel, Platzierungen, Wochen, Auszeichnungen, Anmerkungen) | Anmerkungen                                          |
| Jahr | Titel Musiklabel                                       | DE | AT | CH | UK | US | R&B | Rock | Anmerkungen                                          |
| ---- | ------------------------------------------------------ | --- | --- | --- | --- | --- | --- | --- | ---------------------------------------------------- |
| 2012 | Half Naked & Almost Famous Bad Boy Entertainment (UMG) | — | — | — | — | US46 (3 Wo.)US | R&B10 (18 Wo.)R&B | — | Erstveröffentlichung: 20. März 2012                  |
| 2018 | Binge Bad Boy Entertainment (UMG)                      | — | — | — | — | US24 (2 Wo.)US | R&B16 (1 Wo.)R&B | — | Erstveröffentlichung: 21. September 2018             |
| 2024 | Genre: Sadboy Interscope Records (UMG)                 | — | AT42 (1 Wo.)AT | CH70 (1 Wo.)CH | — | US30 (1 Wo.)US | — | — | Erstveröffentlichung: 29. März 2024 mit Trippie Redd |

## Singles

### Als Leadmusiker
| Jahr | Titel Album                                           | Höchstplatzierung, Gesamtwochen, AuszeichnungChartplatzierungen (Jahr, Titel, Album, Platzierungen, Wochen, Auszeichnungen, Anmerkungen) | Höchstplatzierung, Gesamtwochen, AuszeichnungChartplatzierungen (Jahr, Titel, Album, Platzierungen, Wochen, Auszeichnungen, Anmerkungen) | Höchstplatzierung, Gesamtwochen, AuszeichnungChartplatzierungen (Jahr, Titel, Album, Platzierungen, Wochen, Auszeichnungen, Anmerkungen) | Höchstplatzierung, Gesamtwochen, AuszeichnungChartplatzierungen (Jahr, Titel, Album, Platzierungen, Wochen, Auszeichnungen, Anmerkungen) | Höchstplatzierung, Gesamtwochen, AuszeichnungChartplatzierungen (Jahr, Titel, Album, Platzierungen, Wochen, Auszeichnungen, Anmerkungen) | Höchstplatzierung, Gesamtwochen, AuszeichnungChartplatzierungen (Jahr, Titel, Album, Platzierungen, Wochen, Auszeichnungen, Anmerkungen) | Höchstplatzierung, Gesamtwochen, AuszeichnungChartplatzierungen (Jahr, Titel, Album, Platzierungen, Wochen, Auszeichnungen, Anmerkungen) | Anmerkungen                                                                                                |
| Jahr | Titel Album                                           | DE | AT | CH | UK | US | R&B | Rock | Anmerkungen                                                                                                |
| --- | ----------------------------------------------------- | --- | --- | --- | --- | --- | --- | --- | --- |
| 2010 | Alice in Wonderland –                                 | — | — | — | — | — | — | — | Erstveröffentlichung: 11. August 2010                                                                      |
| 2011 | Wild Boy Lace Up                                      | — | — | — | — | US98 ×3Dreifachplatin · (1 Wo.)US | R&B49 (20 Wo.)R&B | — | Erstveröffentlichung: 27. September 2011 Verkäufe: + 3.000.000; feat. Waka Flocka Flame                    |
| 2012 | Wild Boy (Remix) –                                    | — | — | — | — | — | — | — | Erstveröffentlichung: 29. Mai 2012 feat. Meek Mill, 2 Chainz, French Montana, Mystikal, Steve-O & Yo Gotti |
| 2012 | Hold On (Shup Up) Lace Up                             | — | — | — | — | — | R&B86 (3 Wo.)R&B | — | Erstveröffentlichung: 6. August 2012 feat. Young Jeezy                                                     |
| 2015 | Till I Die General Admission                          | — | — | — | — | US— PlatinUS | R&B32 (1 Wo.)R&B | — | Erstveröffentlichung: 5. Januar 2015 Verkäufe: + 1.035.000                                                 |
| 2015 | A Little More General Admission                       | — | — | — | — | US— GoldUS | R&B35 (1 Wo.)R&B | — | Erstveröffentlichung: 31. März 2015 Verkäufe: + 500.000; feat. Victoria Monét                              |
| 2016 | Young Man –                                           | — | — | — | — | — | — | — | Erstveröffentlichung: 8. Juli 2016 feat. Chief Keef                                                        |
| 2016 | Bad Things Bloom                                      | DE58 (7 Wo.)DE | AT48 (7 Wo.)AT | CH43 (12 Wo.)CH | UK16 Platin · (12 Wo.)UK | US4 ×5Fünffachplatin · (23 Wo.)US | R&B2 (26 Wo.)R&B | — | Erstveröffentlichung: 14. Oktober 2016 Verkäufe: + 5.965.000; feat. Camila Cabello                         |
| 2017 | At My Best Bloom                                      | — | AT71 (1 Wo.)AT | — | — | US60 Platin · (8 Wo.)US | — | — | Erstveröffentlichung: 17. März 2017 Verkäufe: + 1.015.000; feat. Hailee Steinfeld                          |
| 2017 | Trap Paris Bloom                                      | — | — | — | — | US— GoldUS | — | — | Erstveröffentlichung: 14. April 2017 Verkäufe: + 500.000; feat. Quavo & Ty Dolla Sign                      |
| 2017 | Let You Go Bloom                                      | — | — | — | — | US— PlatinUS | — | — | Erstveröffentlichung: 28. April 2017 Verkäufe: + 1.000.000                                                 |
| 2017 | Home Bright: The Album                                | DE27 (19 Wo.)DE | AT32 (16 Wo.)AT | CH39 (21 Wo.)CH | UK64 Gold · (5 Wo.)UK | US90 Platin · (5 Wo.)US | R&B35 (7 Wo.)R&B | — | Erstveröffentlichung: 17. November 2017 Verkäufe: + 1.710.000; mit X Ambassadors & Bebe Rexha              |
| 2018 | Loco Binge                                            | — | — | — | — | — | — | — | Erstveröffentlichung: 3. August 2018                                                                       |
| 2018 | Rap Devil Binge                                       | — | — | — | UK15 Silber · (5 Wo.)UK | US13 Platin · (4 Wo.)US | R&B10 (5 Wo.)R&B | — | Erstveröffentlichung: 8. September 2018 Verkäufe: + 1.250.000                                              |
| 2019 | Hollywood Whore Hotel Diablo                          | — | — | — | — | — | — | — | Erstveröffentlichung: 17. Mai 2019                                                                         |
| 2019 | El Diablo Hotel Diablo                                | — | — | — | — | US— GoldUS | — | — | Erstveröffentlichung: 31. Mai 2019 Verkäufe: + 500.000                                                     |
| 2019 | I Think I’m Okay Hotel Diablo                         | — | — | — | UK90 Platin · (3 Wo.)UK | US— ×2DoppelplatinUS | — | Rock3 (31 Wo.)Rock | Erstveröffentlichung: 7. Juni 2019 Verkäufe: + 3.040.000; mit Yungblud & Travis Barker                     |
| 2019 | Sorry Mama –                                          | — | — | — | — | — | — | — | Erstveröffentlichung: 6. Dezember 2019 mit Phem                                                            |
| 2019 | Why Are You Here Mainstream Sellout (Deluxe)          | — | — | — | — | — | — | Rock4 (20 Wo.)Rock | Erstveröffentlichung: 18. Dezember 2019                                                                    |
| 2020 | Bullets with Names Hotel Diablo: Floor 13 Edition     | — | — | — | — | — | — | — | Erstveröffentlichung: 13. März 2020 feat. Young Thug, RJmrLA & Lil Duke                                    |
| 2020 | Misery Business Tickets to My Downfall (Deluxe)       | — | — | — | — | — | — | Rock33 (3 Wo.)Rock | Erstveröffentlichung: 31. März 2020 feat. Travis Barker; Original: Paramore                                |
| 2020 | Bloody Valentine Tickets to My Downfall               | DE— aDE | — | — | UK51 Gold · (6 Wo.)UK | US50 ×2Doppelplatin · (4 Wo.)US | — | Rock3 (32 Wo.)Rock | Erstveröffentlichung: 1. Mai 2020 Verkäufe: + 2.715.000                                                    |
| 2020 | Concert for Aliens Tickets to My Downfall             | — | — | — | — | US— GoldUS | — | Rock17 (11 Wo.)Rock | Erstveröffentlichung: 5. August 2020 Verkäufe: + 500.000                                                   |
| 2020 | My Ex’s Best Friend Tickets to My Downfall            | DE68 Gold · (10 Wo.)DE | AT47 (9 Wo.)AT | — | UK30 Platin · (11 Wo.)UK | US20 ×3Dreifachplatin · (52 Wo.)US | — | Rock2 (55 Wo.)Rock | Erstveröffentlichung: 7. August 2020 Verkäufe: + 4.450.000; feat. Blackbear                                |
| 2020 | Forget Me Too Tickets to My Downfall                  | — | AT64 (1 Wo.)AT | — | UK40 Silber · (4 Wo.)UK | US44 Platin · (3 Wo.)US | — | Rock5 (26 Wo.)Rock | Erstveröffentlichung: 25. September 2020 Verkäufe: + 1.415.000; feat. Halsey                               |
| 2021 | Daywalker –                                           | — | — | — | UK53 (3 Wo.)UK | US88 (1 Wo.)US | — | Rock8 (11 Wo.)Rock | Erstveröffentlichung: 12. März 2021 feat. Corpse                                                           |
| 2021 | Love Race –                                           | DE— bDE | — | — | UK56 (1 Wo.)UK | — | — | Rock12 (17 Wo.)Rock | Erstveröffentlichung: 29. April 2021 feat. Kellin Quinn                                                    |
| 2021 | Papercuts Mainstream Sellout                          | DE— cDE | — | — | UK74 (1 Wo.)UK | US79 (1 Wo.)US | — | Rock9 (20 Wo.)Rock | Erstveröffentlichung: 11. August 2021                                                                      |
| 2022 | Emo Girl Mainstream Sellout                           | DE— dDE | — | — | UK52 (3 Wo.)UK | US77 Gold · (2 Wo.)US | — | Rock9 (20 Wo.)Rock | Erstveröffentlichung: 4. Februar 2022 Verkäufe: + 540.000; feat. Willow Smith                              |
| 2022 | Ay! Mainstream Sellout                                | DE— eDE | — | — | UK80 (1 Wo.)UK | US82 (2 Wo.)US | — | Rock5 (18 Wo.)Rock | Erstveröffentlichung: 4. März 2022 Verkäufe: + 40.000; feat. Lil Wayne                                     |
| 2022 | Maybe Mainstream Sellout                              | DE68 (2 Wo.)DE | AT40 (2 Wo.)AT | — | UK39 Silber · (4 Wo.)UK | US68 (2 Wo.)US | — | Rock6 (20 Wo.)Rock | Erstveröffentlichung: 18. März 2022 Verkäufe: + 260.000; feat. Bring Me the Horizon                        |
| 2022 | More Than Life –                                      | — | — | — | — | — | — | Rock12 (8 Wo.)Rock | Erstveröffentlichung: 24. Juni 2022 feat. Glaive                                                           |
| 2024 | Don’t Let Me Go –                                     | DE— fDE | — | — | UK91 (1 Wo.)UK | US76 (1 Wo.)US | — | — | Erstveröffentlichung: 21. Februar 2024                                                                     |
| 2024 | BMXxing –                                             | — | — | — | — | — | — | — | Erstveröffentlichung: 7. Juni 2024                                                                         |
| 2024 | Lonely Road –                                         | DE— gDE | — | — | UK67 (3 Wo.)UK | US33 (16 Wo.)US | — | Rock7 (26 Wo.)Rock | Erstveröffentlichung: 26. Juli 2024 feat. Jelly Roll                                                       |
| 2025 | Your Name Forever –                                   | — | — | — | — | — | — | Rock34 (… Wo.)Rock | Erstveröffentlichung: 18. März 2025                                                                        |
| 2025 | Come Pick Me Up –                                     | — | — | — | — | — | — | — | Erstveröffentlichung: 22. April 2025                                                                       |
| 2025 | Cliché Lost Americana                                 | DE69 (2 Wo.)DE | AT42 (2 Wo.)AT | — | UK31 (7 Wo.)UK | US62 (4 Wo.)US | — | Rock8 (… Wo.)Rock | Erstveröffentlichung: 23. Mai 2025                                                                         |
| 2025 | Vampire Diaries Lost Americana                        | — | — | — | — | — | — | Rock21 (… Wo.)Rock | Erstveröffentlichung: 11. Juli 2025                                                                        |
| 2025 | Miss Sunshine Lost Americana                          | — | — | — | — | — | — | Rock23 (… Wo.)Rock | Erstveröffentlichung: 25. Juli 2025                                                                        |
| Folgende Lieder erschienen nicht als Single, wurden aber durch das Album zum Download und Streaming bereitgestellt und konnten somit eine Platzierung erlangen: |                                                       | | | | | | | | |
| |                                                       | | | | | | | | |
| 2015 | Alpha Omega General Admission                         | — | — | — | — | US— GoldUS | — | — | Erstveröffentlichung: 16. Oktober 2015 Verkäufe: + 500.000                                                 |
| 2015 | Bad Mother Fucker General Admission                   | — | — | — | — | US— PlatinUS | — | — | Erstveröffentlichung: 16. Oktober 2015 Verkäufe: + 1.000.000; feat. Kid Rock                               |
| 2017 | The Break Up Bloom (Deluxe Edition)                   | — | — | — | — | US— GoldUS | — | — | Erstveröffentlichung: 1. Dezember 2017 Verkäufe: + 500.000                                                 |
| 2019 | Candy Hotel Diablo                                    | — | — | — | UK— SilberUK | US— PlatinUS | R&B49 (1 Wo.)R&B | — | Erstveröffentlichung: 5. Juli 2019 Verkäufe: + 1.220.000; feat. Trippie Redd                               |
| 2020 | Drunk Face Tickets to My Downfall                     | — | — | — | UK— SilberUK | US91 Gold · (1 Wo.)US | — | Rock9 (20 Wo.)Rock | Charteinstieg: 10. Oktober 2020 Verkäufe: + 700.000                                                        |
| 2020 | All I Know Tickets to My Downfall                     | — | — | — | — | — | — | Rock11 (10 Wo.)Rock | Charteinstieg: 10. Oktober 2020 feat. Trippie Redd                                                         |
| 2020 | Kiss Kiss Tickets to My Downfall                      | — | — | — | — | — | — | Rock14 (5 Wo.)Rock | Charteinstieg: 10. Oktober 2020                                                                            |
| 2020 | Title Track Tickets to My Downfall                    | — | — | — | — | — | — | Rock15 (4 Wo.)Rock | Charteinstieg: 10. Oktober 2020                                                                            |
| 2020 | Lonely Tickets to My Downfall                         | — | — | — | — | — | — | Rock16 (8 Wo.)Rock | Charteinstieg: 10. Oktober 2020                                                                            |
| 2020 | Nothing Inside Tickets to My Downfall                 | — | — | — | — | — | — | Rock20 (5 Wo.)Rock | Charteinstieg: 10. Oktober 2020                                                                            |
| 2020 | Play This When I’m Gone Tickets to My Downfall        | — | — | — | — | — | — | Rock21 (5 Wo.)Rock | Charteinstieg: 10. Oktober 2020                                                                            |
| 2020 | Jawbreaker Tickets to My Downfall                     | — | — | — | — | — | — | Rock27 (3 Wo.)Rock | Charteinstieg: 10. Oktober 2020                                                                            |
| 2020 | WW III Tickets to My Downfall                         | — | — | — | — | — | — | Rock35 (1 Wo.)Rock | Charteinstieg: 10. Oktober 2020                                                                            |
| 2020 | Banyan Tree Tickets to My Downfall                    | — | — | — | — | — | — | Rock39 (1 Wo.)Rock | Charteinstieg: 10. Oktober 2020                                                                            |
| 2020 | Body Bag Tickets to My Downfall (Deluxe)              | — | — | — | — | — | — | Rock45 (1 Wo.)Rock | Charteinstieg: 17. Oktober 2020 feat. Yungblud & Bert McCracken                                            |
| 2022 | Make Up Sex Mainstream Sellout                        | DE— hDE | AT68 (1 Wo.)AT | — | UK55 (2 Wo.)UK | US59 (2 Wo.)US | — | — | Charteinstieg: 7. April 2022 Verkäufe: + 40.000; feat. Blackbear                                           |
| 2022 | Drug Dealer Mainstream Sellout                        | — | — | — | — | — | — | Rock15 (3 Wo.)Rock | Charteinstieg: 9. April 2022 feat. Lil Wayne                                                               |
| 2022 | Fake Love Don’t Last Mainstream Sellout               | — | — | — | — | — | — | Rock16 (4 Wo.)Rock | Charteinstieg: 9. April 2022 feat. Iann Dior                                                               |
| 2022 | Die in California Mainstream Sellout                  | — | — | — | — | — | — | Rock17 (3 Wo.)Rock | Charteinstieg: 9. April 2022 feat. Gunna, Young Thug & Landon Barker                                       |
| 2022 | God Save Me Mainstream Sellout                        | — | — | — | — | — | — | Rock19 (2 Wo.)Rock | Charteinstieg: 9. April 2022                                                                               |
| 2022 | Twin Flame Mainstream Sellout                         | — | — | — | — | — | — | Rock20 (6 Wo.)Rock | Charteinstieg: 9. April 2022                                                                               |
| 2022 | Born with Horns Mainstream Sellout                    | — | — | — | — | — | — | Rock22 (2 Wo.)Rock | Charteinstieg: 9. April 2022                                                                               |
| 2022 | 5150 Mainstream Sellout                               | — | — | — | — | — | — | Rock23 (2 Wo.)Rock | Charteinstieg: 9. April 2022                                                                               |
| 2022 | Mainstream Sellout                                    | — | — | — | — | — | — | Rock25 (2 Wo.)Rock | Charteinstieg: 9. April 2022                                                                               |
| 2022 | Sid & Nancy Mainstream Sellout                        | — | — | — | — | — | — | Rock26 (2 Wo.)Rock | Charteinstieg: 9. April 2022                                                                               |
| 2022 | 9 Lives Mainstream Sellout (Deluxe)                   | — | — | — | — | — | — | Rock19 (2 Wo.)Rock | Videoauskopplung: 13. Oktober 2022 Charteinstieg: 9. Juli 2022                                             |
| 2022 | In These Walls (My House) Mainstream Sellout (Deluxe) | — | — | — | — | — | — | Rock49 (1 Wo.)Rock | Videoauskopplung: 14. April 2020 Charteinstieg: 9. Juli 2022 feat. Pvris                                   |
| 2022 | Taurus Mainstream Sellout (Deluxe)                    | — | — | — | — | — | — | Rock21 (1 Wo.)Rock | Charteinstieg: 10. Dezember 2022 feat. Naomi Wild                                                          |
| 2025 | Outlaw Overture Lost Americana                        | — | — | — | — | — | — | Rock18 (… Wo.)Rock | Charteinstieg: 19. August 2025                                                                             |
| 2025 | Starman Lost Americana                                | — | — | — | — | — | — | Rock22 (… Wo.)Rock | Charteinstieg: 19. August 2025                                                                             |

### Als Gastmusiker
| Jahr | Titel Album                              | Höchstplatzierung, Gesamtwochen, AuszeichnungChartplatzierungen (Jahr, Titel, Album, Platzierungen, Wochen, Auszeichnungen, Anmerkungen) | Höchstplatzierung, Gesamtwochen, AuszeichnungChartplatzierungen (Jahr, Titel, Album, Platzierungen, Wochen, Auszeichnungen, Anmerkungen) | Höchstplatzierung, Gesamtwochen, AuszeichnungChartplatzierungen (Jahr, Titel, Album, Platzierungen, Wochen, Auszeichnungen, Anmerkungen) | Höchstplatzierung, Gesamtwochen, AuszeichnungChartplatzierungen (Jahr, Titel, Album, Platzierungen, Wochen, Auszeichnungen, Anmerkungen) | Höchstplatzierung, Gesamtwochen, AuszeichnungChartplatzierungen (Jahr, Titel, Album, Platzierungen, Wochen, Auszeichnungen, Anmerkungen) | Höchstplatzierung, Gesamtwochen, AuszeichnungChartplatzierungen (Jahr, Titel, Album, Platzierungen, Wochen, Auszeichnungen, Anmerkungen) | Höchstplatzierung, Gesamtwochen, AuszeichnungChartplatzierungen (Jahr, Titel, Album, Platzierungen, Wochen, Auszeichnungen, Anmerkungen) | Anmerkungen                                                                                                  |
| Jahr | Titel Album                              | DE | AT | CH | UK | US | R&B | Rock | Anmerkungen                                                                                                  |
| --- | ---------------------------------------- | --- | --- | --- | --- | --- | --- | --- | --- |
| 2012 | I Don’t Dance Undisputed                 | — | — | — | — | — | — | — | Erstveröffentlichung: 7. August 2012 DMX feat. Machine Gun Kelly                                             |
| 2013 | Alone Feel                               | — | — | — | — | — | — | Rock23 (2 Wo.)Rock | Erstveröffentlichung: 21. März 2021 Sleeping with Sirens feat. Machine Gun Kelly                             |
| 2017 | No More Sad Songs Glory Days             | — | — | — | UK15 Platin · (25 Wo.)UK | — | — | — | Erstveröffentlichung: 3. März 2017 Verkäufe: + 903.000; Little Mix feat. Machine Gun Kelly                   |
| 2018 | Too Good to Be True –                    | — | — | — | — | — | — | — | Erstveröffentlichung: 2. März 2018 Danny Avila & The Vamps feat. Machine Gun Kelly                           |
| 2019 | The Dirt (Est. 1981) The Dirt Soundtrack | — | — | — | — | — | — | Rock18 (9 Wo.)Rock | Erstveröffentlichung: 22. März 2019 Mötley Crüe feat. Machine Gun Kelly                                      |
| 2020 | Sick and Tired I’m Gone                  | — | — | — | — | US— PlatinUS | — | Rock3 (20 Wo.)Rock | Erstveröffentlichung: 17. April 2020 Iann Dior feat. Machine Gun Kelly & Travis Barker Verkäufe: + 1.080.000 |
| 2020 | Wanna Be Tell Me About Tomorror          | — | — | — | — | — | — | Rock25 (2 Wo.)Rock | Erstveröffentlichung: 2. Juli 2020 Jxdn feat. Machine Gun Kelly                                              |
| 2020 | Acting Like That Weird                   | — | — | — | — | — | — | Rock16 (7 Wo.)Rock | Erstveröffentlichung: 2. Dezember 2020 Yungblud feat. Machine Gun Kelly & Travis Barker                      |
| 2022 | Thought It Was On To Better Things       | DE— iDE | — | — | — | — | — | Rock18 (6 Wo.)Rock | Erstveröffentlichung: 18. Januar 2022 Iann Dior feat. Machine Gun Kelly & Travis Barker                      |
| 2022 | Gfy In Loving Memory                     | — | — | — | — | — | — | Rock12 (7 Wo.)Rock | Erstveröffentlichung: 27. Mai 2022 Blackbear feat. Machine Gun Kelly                                         |
| 2022 | Bois Lie Love Sux                        | — | — | — | — | — | — | Rock22 (2 Wo.)Rock | Erstveröffentlichung: 26. August 2022 Avril Lavigne feat. Machine Gun Kelly                                  |
| Folgende Lieder erschienen nicht als Single, wurden aber durch das Album zum Download und Streaming bereitgestellt und konnten somit eine Platzierung erlangen: |                                          | | | | | | | | |
| |                                          | | | | | | | | |
| 2019 | Ecstasy So Much Fun                      | — | — | — | — | US92 (1 Wo.)US | R&B49 (1 Wo.)R&B | — | Charteinstieg: 31. August 2019 Young Thug feat. Machine Gun Kelly                                            |
| 2020 | F*ck You, Goodbye F*ck Love (Savage)     | — | — | — | UK— SilberUK | US99 Platin · (1 Wo.)US | R&B41 (1 Wo.)R&B | — | Charteinstieg: 21. November 2020 The Kid Laroi feat. Machine Gun Kelly Verkäufe: + 1.315.000                 |
| 2021 | Pill Breaker Neon Shark vs Pegasus       | — | — | — | — | — | — | Rock13 (3 Wo.)Rock | Charteinstieg: 6. März 2021 Trippie Redd feat. Machine Gun Kelly & Blackbear                                 |
| 2021 | Red Sky Neon Shark vs Pegasus            | — | — | — | — | — | — | Rock32 (1 Wo.)Rock | Charteinstieg: 6. März 2021 Trippie Redd feat. Machine Gun Kelly & Travis Barker                             |

## Musikvideos
| - 2010: Chip Off the Block - 2010: Cleveland - 2011: I Know (feat. Ray Jr.) - 2011: Wild Boy (feat. Waka Flocka Flame) - 2012: Chasing Pavements - 2012: Wild Boy (Remix) (feat. Meek Mill, 2 Chainz, French Montana, Mystikal, Steve-O, Yo Gotti) - 2012: Invincible (feat. Ester Dean) - 2012: Highline Ballroom Soundcheck - 2012: EST 4 Life (feat. Dubo, DJ Xplosive) - 2012: Her Song - 2012: Stereo (feat. Fitts of the Kickdrums) - 2012: See My Tears - 2012: Hold On (Shut Up) - 2013: Ratchet - 2013: La La La (The Floating Song) - 2013: Champions (feat. Puff Daddy) - 2013: Skate Cans - 2013: Breaking News - 2013: All Black Tuxedos (feat. Tezo) - 2013: Home Soon - 2013: Swing Life Away (feat. Kellin Quinn) - 2014: Mind of a Stoner (feat. Wiz Khalifa) - 2014: Halo - 2014: State of Mind - 2014: Sail - 2014: Wanna Ball - 2014: Raise the Flag - 2015: Till I Die - 2015: Against the World - 2015: A Little More (feat. Victoria Monét) - 2015: Till I Die Part II (feat. Bone Thugs-N-Harmony, French Montana, Yo Gotti & Ray Cash) - 2015: Blue Skies - 2015: Almost - 2015: World Series - 2015: Gone (feat. Leroy Sanchez) - 2016: Alpha Omega - 2016: Spotlight (feat. Lzzy Hale) | - 2016: All Night Long - 2016: 4th Coast Freestyle - 2016: Chill Bill Remixx (feat. Tezo, Dub-o) - 2016: Young Man (feat. Chief Keef) - 2016: Sublime remiXX - 2016: Bad Things (feat. Camila Cabello) - 2017: Dopeman - 2017: At My Best (feat. Hailee Steinfeld) - 2017: The Gunner - 2017: Trap Paris (feat. Quavo, Ty Dolla Sign) - 2017: Let You Go - 2017: Merry Go Round - 2017: Golden God - 2017: Habits - 2018: The Break Up - 2018: 27 - 2018: Loco - 2018: Rap Devil - 2019: I Think I’m Okay (feat. Yungblud, Travis Barker) - 2019: Candy (feat. Trippie Redd) - 2019: El Diablo - 2019: 5:3666 (feat. phem) - 2019: Glass House (feat. Naomi Wild) - 2020: Why Are You Here - 2020: Bullets With Names (feat. Young Thug, RJMrLA, Lil Duke) - 2020: Bloody Valentine - 2020: Concert for Aliens - 2020: My Ex’s Best Friend (feat. blackbear) - 2020: Drunk Face - 2020: Forget Me Too (feat. Halsey) - 2021: Daywalker (feat. Corpse) - 2021: Love Race (feat. Kellin Quinn) - 2021: Papercuts - 2022: Emo Girl (feat. Willow) - 2022: Ay! (feat. Lil Wayne) - 2022: More Than Life (feat. Glaive) - 2025: Vampire Diaries |

## Statistik

### Chartauswertung
|                     | DE    | AT    | CH    | UK    | US    | R&B     | Rock      |
| ------------------- | ----- | ----- | ----- | ----- | ----- | ------- | --------- |
| Nummer-eins-Alben   | DE—DE | AT—AT | CH—CH | UK—UK | US2US | R&B—R&B | Rock3Rock |
| Top-10-Alben        | DE2DE | AT3AT | CH2CH | UK3UK | US7US | R&B5R&B | Rock3Rock |
| Alben in den Charts | DE6DE | AT6AT | CH7CH | UK5UK | US8US | R&B6R&B | Rock3Rock |

|                       | DE    | AT    | CH    | UK     | US     | R&B      | Rock       |
| --------------------- | ----- | ----- | ----- | ------ | ------ | -------- | ---------- |
| Nummer-eins-Singles   | DE—DE | AT—AT | CH—CH | UK—UK  | US—US  | R&B—R&B  | Rock—Rock  |
| Top-10-Singles        | DE—DE | AT—AT | CH—CH | UK—UK  | US1US  | R&B2R&B  | Rock15Rock |
| Singles in den Charts | DE5DE | AT8AT | CH2CH | UK18UK | US18US | R&B10R&B | Rock55Rock |

### Auszeichnungen für Musikverkäufe
| Goldene Schallplatte - Australien - 2021: für die Single Forget Me Too - 2021: für die Single F*ck You, Goodbye - Belgien - 2017: für die Single Bad Things - Brasilien - 2024: für die Single Bloody Valentine - 2024: für die Single Forget Me Too - 2024: für die Single Maybe - Dänemark - 2022: für das Album Tickets to My Downfall - 2022: für die Single Home - 2024: für das Album Hotel Diablo - Finnland - 2020: für das Album Bloom - 2022: für das Album Hotel Diablo - 2022: für das Album Tickets to My Downfall - 2022: für die Single Rap Devil - 2022: für die Single My Ex’s Best Friend - 2022: für das Lied Candy - 2022: für die Single Bloody Valentine - 2022: für die Single Till I Die - Italien - 2017: für die Single Bad Things - 2021: für die Single My Ex’s Best Friend - 2021: für die Single Bloody Valentine - 2022: für das Album Tickets to My Downfall - 2023: für die Single I Think I’m Okay - Kanada - 2022: für die Single Emo Girl - 2023: für das Lied Make Up Sex - 2023: für die Single Ay! - 2023: für die Single Maybe - Neuseeland - 2018: für die Single No More Sad Songs - 2018: für die Single Till I Die - 2019: für die Single At My Best - 2021: für das Album Hotel Diablo - Norwegen - 2020: für die Single Bad Things - Polen - 2023: für die Single Home - 2024: für das Album Tickets to My Downfall - Portugal - 2022: für die Single My Ex’s Best Friend - 2022: für die Single Bad Things - Vereinigte Staaten - 2021: für das Lied 27 - 2021: für das Lied See My Tears - 2023: für das Lied Glass House | Platin-Schallplatte - Australien - 2017: für die Single Bad Things - 2020: für die Single I Think I’m Okay - 2021: für die Single My Ex’s Best Friend - Brasilien - 2021: für die Single No More Sad Songs - 2024: für die Single My Ex’s Best Friend - 2024: für die Single I Think I’m Okay - Finnland - 2020: für die Single Bad Things - 2022: für die Single I Think I’m Okay - Kanada - 2022: für das Lied F*ck You, Goodbye - 2025: für die Single Sick and Tired - 2025: für das Album Mainstream Sellout - Neuseeland - 2023: für das Album Bloom - 2024: für das Album Tickets to My Downfall - 2024: für die Single Rap Devil - Ungarn - 2023: für das Album Hotel Diablo - 2023: für das Album Mainstream Sellout - 2023: für das Album Tickets to My Downfall 2× Platin-Schallplatte - Brasilien - 2024: für die Single Bad Things - Kanada - 2025: für die Single Forget Me Too - 2025: für das Album Tickets to My Downfall - Neuseeland - 2021: für die Single Bad Things - 2023: für die Single Home 3× Platin-Schallplatte - Kanada - 2025: für die Single Bloody Valentine - 2025: für die Single I Think I’m Okay - Norwegen - 2020: für die Single Home 6× Platin-Schallplatte - Kanada - 2025: für die Single My Ex’s Best Friend |

Anmerkung: Auszeichnungen in Ländern aus den Charttabellen bzw. Chartboxen sind in ebendiesen zu finden.
| Land/RegionAuszeichnungen für Musikverkäufe (Land/Region, Auszeichnungen, Verkäufe, Quellen) | Silber     | Gold       | Platin       | Verkäufe   | Quellen                 |
| -------------------------------------------------------------------------------------------- | ---------- | ---------- | ------------ | ---------- | ----------------------- |
| Australien (ARIA)                                                                            | —          | 2× Gold2   | 3× Platin3   | 280.000    | aria.com.au             |
| Belgien (BRMA)                                                                               | —          | Gold1      | —            | 15.000     | ultratop.be             |
| Brasilien (PMB)                                                                              | —          | 2× Gold2   | 5× Platin5   | 280.000    | pro-musicabr.org.br BR2 |
| Dänemark (IFPI)                                                                              | —          | 3× Gold3   | —            | 65.000     | ifpi.dk                 |
| Deutschland (BVMI)                                                                           | —          | Gold1      | —            | 200.000    | musikindustrie.de       |
| Finnland (IFPI)                                                                              | —          | 8× Gold8   | 2× Platin2   | 210.000    | Einzelnachweise         |
| Italien (FIMI)                                                                               | —          | 5× Gold5   | —            | 170.000    | fimi.it                 |
| Kanada (MC)                                                                                  | —          | 4× Gold4   | 19× Platin19 | 1.680.000  | musiccanada.com         |
| Neuseeland (RMNZ)                                                                            | —          | 4× Gold4   | 7× Platin7   | 232.500    | radioscope.co.nz NZ2    |
| Norwegen (IFPI)                                                                              | —          | Gold1      | 3× Platin3   | 210.000    | ifpi.no                 |
| Polen (ZPAV)                                                                                 | —          | 2× Gold2   | —            | 35.000     | olis.pl                 |
| Portugal (AFP)                                                                               | —          | 2× Gold2   | —            | 10.000     | Einzelnachweise         |
| Ungarn (MAHASZ)                                                                              | —          | —          | 3× Platin3   | 12.000     | slagerlistak.hu         |
| Vereinigte Staaten (RIAA)                                                                    | —          | 16× Gold16 | 27× Platin27 | 35.000.000 | riaa.com                |
| Vereinigtes Königreich (BPI)                                                                 | 7× Silber7 | 4× Gold4   | 4× Platin4   | 4.660.000  | bpi.co.uk               |
| Insgesamt                                                                                    | 7× Silber7 | 56× Gold56 | 73× Platin73 |            |                         |